# Roberto Farfán
Pour les articles homonymes, voir Farfán et Quispe.
Roberto Carlos Farfán Quispe, né le 16 décembre 1973 à Lima au Pérou, est un footballeur péruvien qui évoluait au poste d'attaquant.
Surnommé La Foca (« le phoque »), il est l'oncle de Jefferson Farfán, actuel international péruvien.

## Biographie

### Carrière en club
Roberto Farfán fait partie des rares joueurs à avoir été champions à la fois avec l'Universitario de Deportes et l'Alianza Lima, les deux grands antagonistes du football péruvien. Il est donc champion du Pérou en 1998 et 1999 avec le premier et en 2001 avec le second. 
Son passage par l'Alianza Lima lui permet de disputer avec ce club trois tournois internationaux : la Copa Merconorte en 2001 (trois matchs, un but marqué), la Copa Libertadores en 2002 (quatre matchs, aucun but), et enfin la Copa Sudamericana également en 2002 (quatre matchs, un but).
En 1999, il s'expatrie au PAE Veria, en Grèce, sa seule expérience en dehors du Pérou. 
Il a aussi l'occasion de se distinguer en 2e division avec le Deportivo Municipal, le Total Clean et le Cobresol FBC en étant sacré champion de D2 avec ces trois clubs en 2006, 2008 et 2010, respectivement.

### Carrière en sélection
International péruvien, Roberto Farfán compte neuf sélections entre 1996 et 1998. Il marque son premier but dès sa première sélection lors d'un match amical face à l'Arménie, le 20 juin 1996 (victoire 4-0). Il marque deux autres buts avec son équipe nationale (voir ci-dessous).

#### Buts en sélection
| Buts en sélection de Roberto Farfán | Buts en sélection de Roberto Farfán | Buts en sélection de Roberto Farfán             | Buts en sélection de Roberto Farfán | Buts en sélection de Roberto Farfán | Buts en sélection de Roberto Farfán | Buts en sélection de Roberto Farfán |
|                                     | Date                                | Lieu                                            | Adversaire                          | Score                               | Résultat                            | Compétition                         |
| ----------------------------------- | ----------------------------------- | ----------------------------------------------- | ----------------------------------- | ----------------------------------- | ----------------------------------- | ----------------------------------- |
| 1.                                  | 20 juin 1996                        | Estadio Nacional, Lima (Pérou)                  | Arménie                             | 2-0                                 | 4-0                                 | Amical                              |
| 2.                                  | 14 août 1996                        | Estadio Monumental de la UNSA, Arequipa (Pérou) | Costa Rica                          | 3-0                                 | 3-0                                 | Amical                              |
| 3.                                  | 24 août 1997                        | Estadio Nacional, Lima (Pérou)                  | Colombie                            | 2-1                                 | 2-1                                 | Amical                              |

## Palmarès

### En1redivision
| Universitario de Deportes - Championnat du Pérou (2) : - Champion : 1998 et 1999. |  | Alianza Lima - Championnat du Pérou (1) : - Champion : 2001. |

### En2edivision
| Deportivo Municipal - Championnat du Pérou D2 (1) : - Champion : 2006. |  | Total Clean - Championnat du Pérou D2 (1) : - Champion : 2008. |  | Cobresol FBC - Championnat du Pérou D2 (1) : - Champion : 2010. |